# Nekrolog 1298
Nekrolog
◄◄
| ◄
| 1294
| 1295
| 1296
| 1297
| 1298 | 1299 | 1300 | 1301 | 1302 | ► | ►►
Weitere Ereignisse | Allgemeiner Nekrolog 1298
Die Beschreibung der verstorbenen Person sollte so kurz wie möglich gehalten sein und nur deren signifikante Tätigkeit(en) enthalten.
Neue Namen ggf. auch unter dem Geburts- und Sterbedatum, also etwa unter 1. Januar und im Geburts- und Sterbejahr (2024) eintragen (nur bei entsprechender großer Wichtigkeit). Für Beispiele siehe die schon vorhandenen Artikel.
Außerdem über die fünf zuletzt Verstorbenen, zu denen es einen ausreichend guten Artikel für eine Präsentation auf der Hauptseite gibt, nach der todesbedingten Überarbeitung der Artikel ggf. auch unter Wikipedia Diskussion:Hauptseite informieren und sie am besten auch in den anderen Wikipedia-Sprachversionen eintragen. Tipp: Regelmäßig bei news.google.de nach „ist tot“, „gestorben“ oder „verstorben“ suchen.
Wenn eine Person gestorben ist, gibt es viele Seiten zu dieser Person in der Wikipedia, die davon auch betroffen sind und entsprechend aktualisiert werden müssen. Beispiele: Namenübersichtsseite, Geburtsjahr, Geburtsort-Seiten und viele mehr.
Wie finde ich die betroffenen Seiten?
Im Suchfeld auf der linken Seite gibt man den Suchbegriff so ein: „Vorname Nachname“. Dann klickt man auf Volltext und alle Seiten mit entsprechendem Suchtext werden aufgerufen. Hier sieht man dann schnell, wo auch das Todesjahr Sinn macht oder sogar ein Teil des Artikels angepasst werden muss. Auch hilft das „Werkzeug“ auf der linken Seite sehr gut, um solche Seiten aufzufinden: „Links auf diese Seite“. Somit ist die Wikipedia wieder aktuell in allen Bereichen! Hinweis: bei Eintragung der Kategorie „Gestorben JAHR“ wird der Missbrauchsfilter 49 ausgelöst, was jedoch nicht schlimm ist. Siehe: Spezial:Missbrauchsfilter/49
Dies ist eine Liste von im Jahr 1298 verstorbenen bekannten Persönlichkeiten. Die Einträge erfolgen innerhalb der einzelnen Daten alphabetisch sortiert. Tiere sind im Nekrolog für Tiere zu finden.

## Januar
| Tag        | Name                      | Beruf, bekannt als                                                             | Alter | Beleg |
| ---------- | ------------------------- | ------------------------------------------------------------------------------ | ----- | ----- |
| 6. Januar  | Dominicus Krafft          | Kanzler des Königs Rudolf von Habsburg und Stifter des Predigerklosters in Ulm |       |       |
| 17. Januar | Berthold von Heiligenberg | Bischof von Chur                                                               |       |       |

## März
| Tag      | Name                  | Beruf, bekannt als     | Alter | Beleg |
| -------- | --------------------- | ---------------------- | ----- | ----- |
| 14. März | Petrus Johannis Olivi | französischer Theologe |       |       |
| 25. März | Siegfried I.          | askanischer Fürst      |       |       |

## April
| Tag       | Name            | Beruf, bekannt als           | Alter | Beleg |
| --------- | --------------- | ---------------------------- | ----- | ----- |
| 17. April | Albrecht II.    | Graf von Hohenberg-Rotenburg |       |       |
| 17. April | Árni Þorláksson | Bischof von Skálholt         |       |       |

## Mai
| Tag     | Name                   | Beruf, bekannt als                               | Alter | Beleg |
| ------- | ---------------------- | ------------------------------------------------ | ----- | ----- |
| 1. Mai  | Jutta von Freckenhorst | Äbtissin im Stift Freckenhorst                   |       |       |
| 4. Mai  | Friedrich VI.          | Graf von Zollern                                 |       |       |
| 22. Mai | Robert de Tibetot      | anglonormannischer Militär, Beamter und Diplomat |       |       |

## Juni
| Tag     | Name               | Beruf, bekannt als               | Alter | Beleg |
| ------- | ------------------ | -------------------------------- | ----- | ----- |
| 3. Juni | Pietro de L’Aquila | Kardinal der katholischen Kirche |       |       |

## Juli
| Tag      | Name                         | Beruf, bekannt als                                              | Alter | Beleg |
| -------- | ---------------------------- | --------------------------------------------------------------- | ----- | ----- |
| 2. Juli  | Adolf von Nassau             | römisch-deutscher König                                         |       |       |
| 14. Juli | Jacobus de Voragine          | italienischer Erzbischof und kirchenlateinischer Schriftsteller |       |       |
| 22. Juli | John Stewart, Lord of Bonkyl | schottischer Adliger                                            |       |       |
| 23. Juli | Thoros III.                  | König von Kleinarmenien                                         |       |       |

## August
| Tag        | Name                 | Beruf, bekannt als                                                                                  | Alter | Beleg |
| ---------- | -------------------- | --------------------------------------------------------------------------------------------------- | ----- | ----- |
| 1. August  | Ibn Wasil            | arabischer Politiker, Diplomat und Historiker                                                       | 90    |       |
| 25. August | Albrecht II.         | Kurfürst und Erzmarschall des Heiligen Römischen Reiches, Gründer des Herzogtums Sachsen-Wittenberg |       |       |
| 29. August | Eleonore von England | älteste Tochter von Eduard I.                                                                       | 29    |       |

## September
| Tag           | Name              | Beruf, bekannt als                                                           | Alter | Beleg |
| ------------- | ----------------- | ---------------------------------------------------------------------------- | ----- | ----- |
| 11. September | Philippe d’Artois | Erbe der Grafschaft Artois, Herr von Conches, Mehun, Nonancourt und Domfront |       |       |
| September     | Robert of Ufford  | englischer Ritter, Justiciar von Irland                                      |       |       |

## Oktober
| Tag        | Name            | Beruf, bekannt als   | Alter | Beleg |
| ---------- | --------------- | -------------------- | ----- | ----- |
| 3. Oktober | Pierre Barbette | Erzbischof von Reims |       |       |

## November
| Tag          | Name                               | Beruf, bekannt als               | Alter | Beleg |
| ------------ | ---------------------------------- | -------------------------------- | ----- | ----- |
| 9. November  | William Douglas of Douglas         | schottischer Adliger und Militär |       |       |
| 28. November | Hartnid von Lichtenstein-Offenberg | Bischof von Gurk                 |       |       |

## Dezember
| Tag          | Name                                   | Beruf, bekannt als                                    | Alter | Beleg |
| ------------ | -------------------------------------- | ----------------------------------------------------- | ----- | ----- |
| 9. Dezember  | Archibald                              | Bischof von Moray                                     |       |       |
| 24. Dezember | Teodorico Borgognoni                   | Dominikaner, Bischof von Cervia und Arzt              |       |       |
| 31. Dezember | Humphrey de Bohun, 3. Earl of Hereford | englischer Magnat und Lord High Constable von England |       |       |

## Datum unbekannt
| Tag | Name                                     | Beruf, bekannt als                    | Alter | Beleg |
| --- | ---------------------------------------- | ------------------------------------- | ----- | ----- |
|     | William de Beauchamp, 9. Earl of Warwick | englischer Magnat                     |       |       |
|     | Elisabeth von Wetzikon                   | Fürstäbtissin des Fraumünsterklosters |       |       |
|     | Giovanni da Procida                      | italienischer Arzt                    |       |       |
|     | Mordechai ben Hillel                     | deutscher Rabbiner                    |       |       |
|     | Ngam Mueang                              | Herrscher von Phayao (1258–1298)      |       |       |
|     | Otto (V.)                                | Markgraf und Mitregent in Brandenburg |       |       |
|     | Smilez                                   | Zar der Bulgaren (1292–1298)          |       |       |
|     | Heinrich von Windeck                     | Sohn des Grafen Adolf IV. von Berg    |       |       |
|     | Zhou Mi                                  | Literat der Zeit                      |       |       |